# Championnat du monde de badminton par équipes mixtes 1993
Navigation
Copenhague 1991 Lausanne 1995
La Sudirman Cup 1993 est la 3e édition de cette compétition, appelée également Championnat du monde de badminton par équipes mixtes. La compétition s'est déroulée du 25 au 30 mai 1993 à Birmingham en Angleterre.
La Corée du Sud remporte l'épreuve pour la 2e fois, en battant en finale l'Indonésie sur le score de 3 à 2.

## Groupe 1

### Groupe A
| Équipe 1     | Équipe 2 | Score |
| ------------ | -------- | ----- |
| Corée du Sud | Chine    | 4-1   |
| Chine        | Suède    | 5-0   |
| Corée du Sud | Suède    | 3-2   |

### Groupe B
| Équipe 1  | Équipe 2   | Score |
| --------- | ---------- | ----- |
| Danemark  | Angleterre | 5-0   |
| Indonésie | Angleterre | 5-0   |
| Indonésie | Danemark   | 5-0   |

### Demi-finales
| Équipe 1     | Équipe 2 | Score |
| ------------ | -------- | ----- |
| Indonésie    | Chine    | 3-2   |
| Corée du Sud | Danemark | 3-2   |

### Finale
| Équipe 1     | Équipe 2  | Score |
| ------------ | --------- | ----- |
| Corée du Sud | Indonésie | 3-2   |

## Classement final
Le premier de chaque groupe est promu dans le groupe précédent lors de l'édition suivante et le dernier est relégué dans le groupe suivant.
| Rang | Nation       |
| ---- | ------------ |
| 1    | Corée du Sud |
| 2    | Indonésie    |
| 3    | Chine        |
|      | Danemark     |
| 5    | Angleterre   |
| 6    | Suède        |

| Rang | Nation    |
| ---- | --------- |
| 7    | Thaïlande |
| 8    | Pays-Bas  |
| 9    | Japon     |
| 10   | Malaisie  |

| Rang | Nation    |
| ---- | --------- |
| 11   | Russie    |
| 12   | Canada    |
| 13   | Écosse    |
| 14   | Australie |

| Rang | Nation           |
| ---- | ---------------- |
| 15   | Allemagne        |
| 16   | Nouvelle-Zélande |
| 17   | Hong Kong        |
| 18   | Inde             |

| Rang | Nation   |
| ---- | -------- |
| 19   | Autriche |
| 20   | Finlande |
| 21   | Norvège  |
| 22   | Pologne  |

| Rang | Nation     |
| ---- | ---------- |
| 23   | Tchéquie   |
| 24   | Islande    |
| 25   | États-Unis |
| 26   | Irlande    |

| Rang | Nation         |
| ---- | -------------- |
| 27   | Suisse         |
| 28   | Bulgarie       |
| 29   | Pays de Galles |
| 30   | France         |

| Rang | Nation     |
| ---- | ---------- |
| 31   | Ukraine    |
| 32   | Kazakhstan |
| 33   | Hongrie    |
| 34   | Belgique   |
| 35   | Pakistan   |

| Rang | Nation   |
| ---- | -------- |
| 36   | Pérou    |
| 37   | Slovénie |
| 38   | Chypre   |
| 39   | Israël   |
| 40   | Malte    |